# Feliciano Ninguarda
Feliciano Ninguarda, o Niguarda (Morbegno, 1524 – Como, 5 gennaio 1595), è stato un vescovo cattolico e teologo italiano.

## Biografia
Nato a Morbegno nel 1524, entrò nell'ordine dei domenicani e affrontò gli studi di teologia a Milano. Nel 1554 fu nominato vicario generale dell'ordine per i paesi di lingua tedesca, diventerà anche professore di Teologia all'Università di Vienna. Partecipò al Concilio di Trento (1563) come procuratore per l'arcivescovo di Salisburgo e, in linea con il pensiero dei vescovi tedeschi, fra Feliciano assunse una posizione riformatrice nei confronti della Chiesa stessa: appoggiò la costituzione di seminari per la formazione dei sacerdoti, la lotta al concubinaggio diffuso tra il clero, una regolare visita delle diocesi da parte dei vescovi, l'unificazione della liturgia. Una serie di sinodi nella Germania meridionale negli anni settanta confermò le idee riformatrici di Ninguarda; qui si decise anche la costruzione di seminari in Alsazia e Alto Adige. 

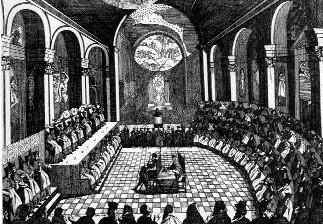
Una seduta del concilio di Trento

Se anche i suoi propositi non furono in gran parte confermati, Ninguarda rimase uno dei più ferventi sostenitori di un cambiamento radicale in seno alla Chiesa, nonché profondo conoscitore della riforma di Lutero, Zwingli e Calvino, che tenterà di arginare proprio in quelle aree critiche di cui verrà nominato vescovo.
Nel 1577 fu nominato vescovo di Scala e nel 1583 fu trasferito alla sede di Sant'Agata de' Goti. Papa Pio V (domenicano, vissuto nel convento di Sant'Antonio a Morbegno, profondo conoscitore della Valtellina e quindi degli attriti tra protestanti e mondo cattolico) e papa Gregorio XIII si avvalsero della sua opera per i difficili inizi dell'azione controriformistica nei paesi tedeschi, in Austria e in Boemia, dapprima come visitatore dei conventi di tutti gli ordini poi come nunzio pontificio nella Germania meridionale (1578-82) e in Svizzera (1586-88).
Tra il 1588 e il 1595 fu vescovo di Como. Alla diocesi comasca appartenevano la Valtellina e la Valposchiavo, allora entrambe politicamente sottoposte al governo delle Leghe Grigie, in queste aree alpine di confine col mondo protestante Ninguarda tenterà di arginare il dilagare della Riforma.
Importantissime per la ricostruzione storica di quei decenni le sue relazioni scaturite dalle visite apostoliche in Valtellina e Valposchiavo nell'estate del 1589. Fu la prima visita apostolica di un vescovo cattolico dopo molti anni di divieti da parte delle autorità svizzere. Negli atti della visita il vescovo descrisse le condizioni di ogni parrocchia e di moltissime chiese, i nomi di alcuni parroci, la situazione di alcuni paesi, il numero dei protestanti residenti.
Numerose le sue pubblicazioni di carattere teologico e pastorale.
Un esempio - versione italiana dal latino - degli annotati di Ninguarda dal paragrafo sulle "Chiese della pieve arcipretale di Villa nel Terziere superiore della Valtellina":